# Dompierre-les-Tilleuls
Pour les articles homonymes, voir Dompierre.
Dompierre-les-Tilleuls est une commune française située dans le département du Doubs, la région culturelle et historique de Franche-Comté et la région administrative Bourgogne-Franche-Comté.
Ses habitants se nomment : les Piroulards et Piroulardes.

## Géographie

### Toponymie
Dompra Petra en 1289 ; Dampierre en 1290 ; Dompierre en 1304 et 1312.
Située dans la vallée du Drugeon, Dompierre-les-Tilleuls est une commune proche de Frasne (2 km) et de Pontarlier (14 km). À une altitude moyenne de 830 m, son paysage environnant est constitué de plateaux et de montagnes. Lors de la période hivernale, elle bénéficie d'un enneigement abondant qui compose ainsi un cadre magnifique.

### Climat
Pour des articles plus généraux, voir Climat de la Bourgogne-Franche-Comté et Climat du Doubs.
En 2010, le climat de la commune est de type climat de montagne, selon une étude du Centre national de la recherche scientifique s'appuyant sur une série de données couvrant la période 1971-2000. En 2020, Météo-France publie une typologie des climats de la France métropolitaine dans laquelle la commune est exposée à un climat de montagne ou de marges de montagne et est dans la région climatique  Jura, caractérisée par une forte pluviométrie en toutes saisons (1 000 à 1 500 mm/an), des hivers rigoureux et un ensoleillement médiocre. 
Pour la période 1971-2000, la température annuelle moyenne est de 7,3 °C, avec une amplitude thermique annuelle de 16,3 °C. Le cumul annuel moyen de précipitations est de 1 569 mm, avec 13,5 jours de précipitations en janvier et 10,8 jours en juillet. Pour la période 1991-2020, la température moyenne annuelle observée sur la station météorologique de Météo-France la plus proche, « Labergement », sur la commune de Labergement-Sainte-Marie à 13 km à vol d'oiseau, est de 8,0 °C et le cumul annuel moyen de précipitations est de 1 459,4 mm. 
La température maximale relevée sur cette station est de 36,4 °C, atteinte le 31 juillet 1983 ; la température minimale est de −33 °C, atteinte le 9 janvier 1985,,. 
Les paramètres climatiques de la commune ont été estimés pour le milieu du siècle (2041-2070) selon différents scénarios d'émission de gaz à effet de serre à partir des nouvelles projections climatiques de référence DRIAS-2020. Ils sont consultables sur un site dédié publié par Météo-France en novembre 2022.

## Urbanisme

### Typologie
Au 1er janvier 2024, Dompierre-les-Tilleuls est catégorisée commune rurale à habitat dispersé, selon la nouvelle grille communale de densité à 7 niveaux définie par l'Insee en 2022.
Elle est située hors unité urbaine. Par ailleurs la commune fait partie de l'aire d'attraction de Pontarlier, dont elle est une commune de la couronne,. Cette aire, qui regroupe 54 communes, est catégorisée dans les aires de moins de 50 000 habitants,.

### Occupation des sols
L'occupation des sols de la commune, telle qu'elle ressort de la base de données européenne d’occupation biophysique des sols Corine Land Cover (CLC), est marquée par l'importance des territoires agricoles (71,8 % en 2018), en diminution par rapport à 1990 (75,3 %). La répartition détaillée en 2018 est la suivante : 
prairies (58,9 %), forêts (21,8 %), zones agricoles hétérogènes (11,9 %), zones humides intérieures (3,6 %), zones urbanisées (2,8 %), terres arables (1 %). L'évolution de l’occupation des sols de la commune et de ses infrastructures peut être observée sur les différentes représentations cartographiques du territoire : la carte de Cassini (XVIIIe siècle), la carte d'état-major (1820-1866) et les cartes ou photos aériennes de l'IGN pour la période actuelle (1950 à aujourd'hui).

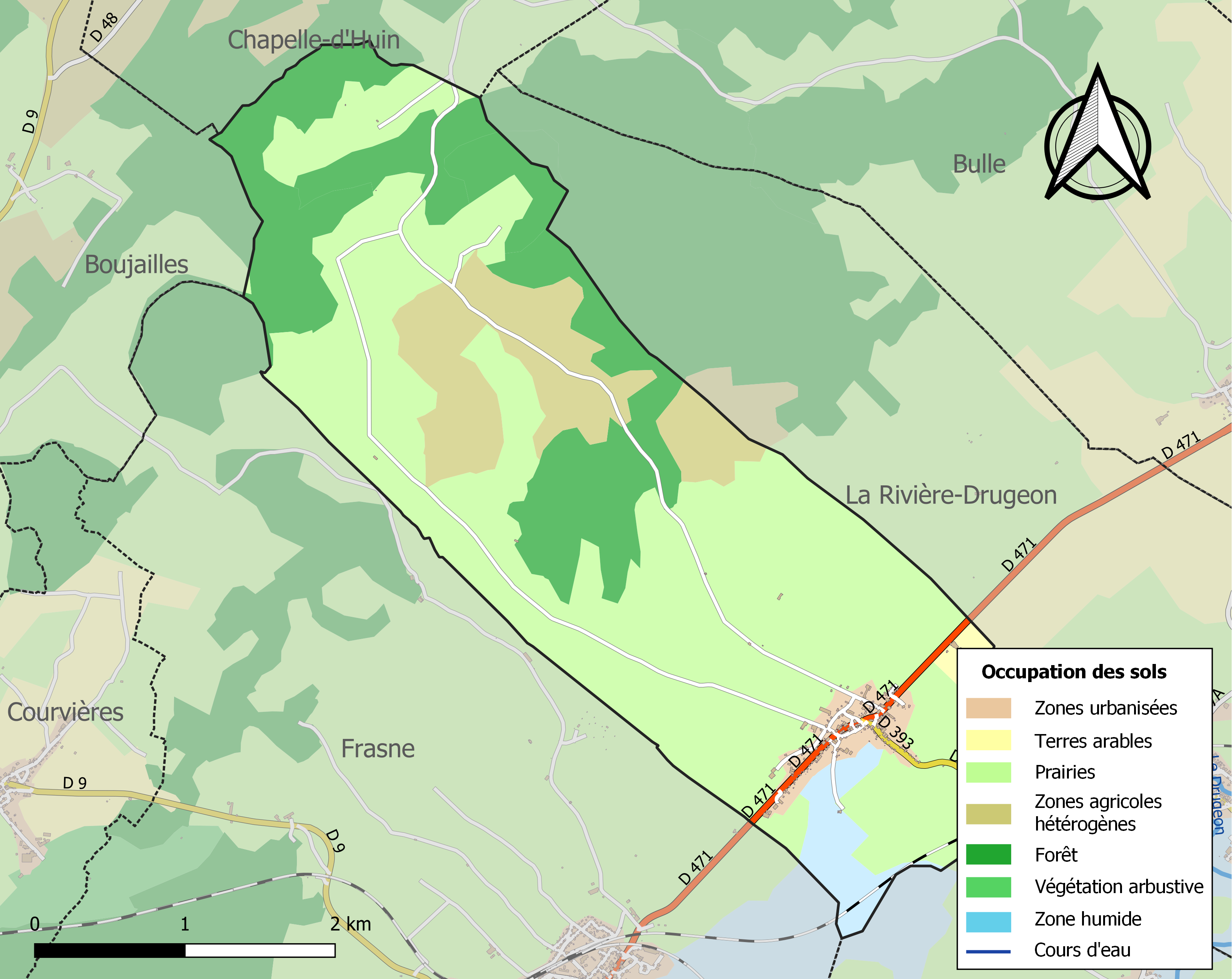
Carte des infrastructures et de l'occupation des sols de la commune en 2018 (CLC).

## Histoire
Comme la plupart des villages environnants, la présence de Dompierre-les-Tilleuls remonte au Xe siècle et son histoire est principalement rattachée à la Seigneurie de La Rivière.
Nommé Villa domni Petri c'était une ancienne station du prieuré de Romain-Moûtier dont tout le domaine s'appelait Terra sancti Petri. Son église existait avant 941, à cette date, avec le consentement de Conrad III de Bourgogne, Meynier, prévôt de l'abbaye d'Agaune, inféodait au comte Aubry Ier de Mâcon (ou Albéric) l'église de Saint-Pierre qu'il situait, dans cette charte, dans le comté de Warasch et plus précisément dans la Chaux-d'Arlier (jubente et consentiente domino nostro Conrardo excellentissimo rege, qualiter tu, Albérice comes, humiliter petiisti, in pago Warascum, ecclesiam quoe est constructa in honore sancti Petri, in calme Arlicana, cum omnibus appenditiis, quoe ibi aspicere videntur Histoire des Sires de Salins, Guillaume).
Cette charte stipulait que le sire de Salins devait rendre les fiefs, Gaucher Ier de Salins ne voulait pas obtempérer à cette clause et se permettait même d'usurper des biens au prieuré de Romain-Moûtier. Le cartulaire de ce prieuré rappelait les noms des villages qu'il possédait, entre autres Dompierre, Bulle et Bouverans. L'église de Dompierre passait ensuite à l'abbaye de Baume en 1083).
En 1245 Clémence, veuve d'Odon de Layer, faisait un traité avec Jean Ier de Chalon, comte de Bourgogne, au sujet d'un droit de gîte. En 1289 les propriétés que l'abbaye de Romain-Moûtier possédait dans ce village étaient comprises dans l'acte d'échange fait avec les seigneurs de la maison de Chalon-Arlay. En 1485, le 12 février, Hugues de Chalon accordait l'affranchissement de la mainmorte à plusieurs habitants et le droit d'usage dans ses bois).
Le village de 210 habitants environ aujourd'hui, dépendant du canton de Levier, constituait une halte sur la route du Sel entre Pontarlier et Salins-les-Bains.
Une chapelle, Notre-Dame de la Délivrance, érigée au XVIe siècle se trouve à l'écart du village sur une colline boisée de tilleuls qui domine la plaine d'Arlier.
L'église Saint-Pierre et Saint-Paul dont les origines remontent au Xe siècle possède une riche décoration intérieure dont la chaire et les confessionnaux sont attribués à Auguste Fauconnet, chef de file des menuisiers-sculpteurs locaux au XVIIIe siècle.
La tradition agricole est solidement ancrée au village; au début du siècle, la maison VIEILLE était spécialisée dans la fabrication du matériel agricole. Une entreprise subsiste aujourd'hui. Dompierre devient Dompierre-les-Tilleuls après la première Guerre Mondiale.

### Dompierre de France
Dompierre-les-Tilleuls fait partie de l'Association des Dompierre de France, qui regroupe les communes françaises qui comporte Dompierre à leur nom. Chaque année une fête nationale est organisée. 
En 2013, les Dompierre se réuniront à Dompierre-les-Ormes en Saône-et-Loire. Dompierre-les-Tilleuls n'a jamais accueilli la fête nationale mais recevra ses cousins Dompierrois et Dompierrais sur la commune fin 2013 pour l'assemblée générale de l'association.

## Héraldique
| Blason de Dompierre-les-Tilleuls | Blason  | Parti en feuille de tilleul : au 1) de gueules à la clé d’or, au 2) d’or plain. |
| Blason de Dompierre-les-Tilleuls | Détails | Le statut officiel du blason reste à déterminer.                                |

## Politique et administration
| Période                                  | Période                   | Identité                                     | Étiquette | Qualité             |
| ---------------------------------------- | ------------------------- | -------------------------------------------- | --------- | ------------------- |
| mars 2008                                | 2014                      | Jean Patoz                                   |           | Président de la CFD |
| mars 2014                                | En cours (au 28 mai 2020) | Michel Beuque Réélu pour le mandat 2020-2026 | SE        | Ancien agriculteur  |
| Les données manquantes sont à compléter. |                           |                                              |           |                     |

## Démographie
L'évolution du nombre d'habitants est connue à travers les recensements de la population effectués dans la commune depuis 1793. Pour les communes de moins de 10 000 habitants, une enquête de recensement portant sur toute la population est réalisée tous les cinq ans, les populations de référence des années intermédiaires étant quant à elles estimées par interpolation ou extrapolation. Pour la commune, le premier recensement exhaustif entrant dans le cadre du nouveau dispositif a été réalisé en 2006.

En 2022, la commune comptait 291 habitants, en évolution de +8,99 % par rapport à 2016 (Doubs : +1,88 %, France hors Mayotte : +2,11 %).
| 1793 | 1800 | 1806 | 1821 | 1831 | 1836 | 1841 | 1846 | 1851 |
| ---- | ---- | ---- | ---- | ---- | ---- | ---- | ---- | ---- |
| 337  | 324  | 377  | 354  | 446  | 435  | 418  | 448  | 446  |

| 1856 | 1861 | 1866 | 1872 | 1876 | 1881 | 1886 | 1891 | 1896 |
| ---- | ---- | ---- | ---- | ---- | ---- | ---- | ---- | ---- |
| 390  | 401  | 407  | 355  | 363  | 360  | 332  | 302  | 282  |

| 1901 | 1906 | 1911 | 1921 | 1926 | 1931 | 1936 | 1946 | 1954 |
| ---- | ---- | ---- | ---- | ---- | ---- | ---- | ---- | ---- |
| 268  | 264  | 248  | 231  | 262  | 262  | 265  | 220  | 248  |

| 1962 | 1968 | 1975 | 1982 | 1990 | 1999 | 2006 | 2011 | 2016 |
| ---- | ---- | ---- | ---- | ---- | ---- | ---- | ---- | ---- |
| 261  | 214  | 182  | 180  | 207  | 210  | 259  | 240  | 267  |

| 2021 | 2022 | - | - | - | - | - | - | - |
| ---- | ---- | - | - | - | - | - | - | - |
| 299  | 291  | - | - | - | - | - | - | - |

## Lieux et monuments
- Église Saint-Pierre et Saint-Paul (une partie date du XIIe siècle) : édifice roman primitif construit au XIIe siècle dont il ne subsiste que le portail. Clocher construit au XVIe. Ensemble mobilier en bois d'un très grand intérêt.
- Chapelle Notre-Dame-de-la-Délivrance (dite des Tilleuls). Entourée de tilleuls plusieurs fois centenaires, elle fut construite en 1825 en remplacement d' une chapelle dédiée à Saint-Claude, fondée au XVe siècle[Note 4] et détruite sous la Révolution, en 1793[21].
- La maison Varescons. Première maison à gauche en venant de Frasne, cette maison a été construite en 1580. Elle était un relais-hôtel pour les diligences empruntant la route du sel. L'architecture actuelle date de XIXe siècle.

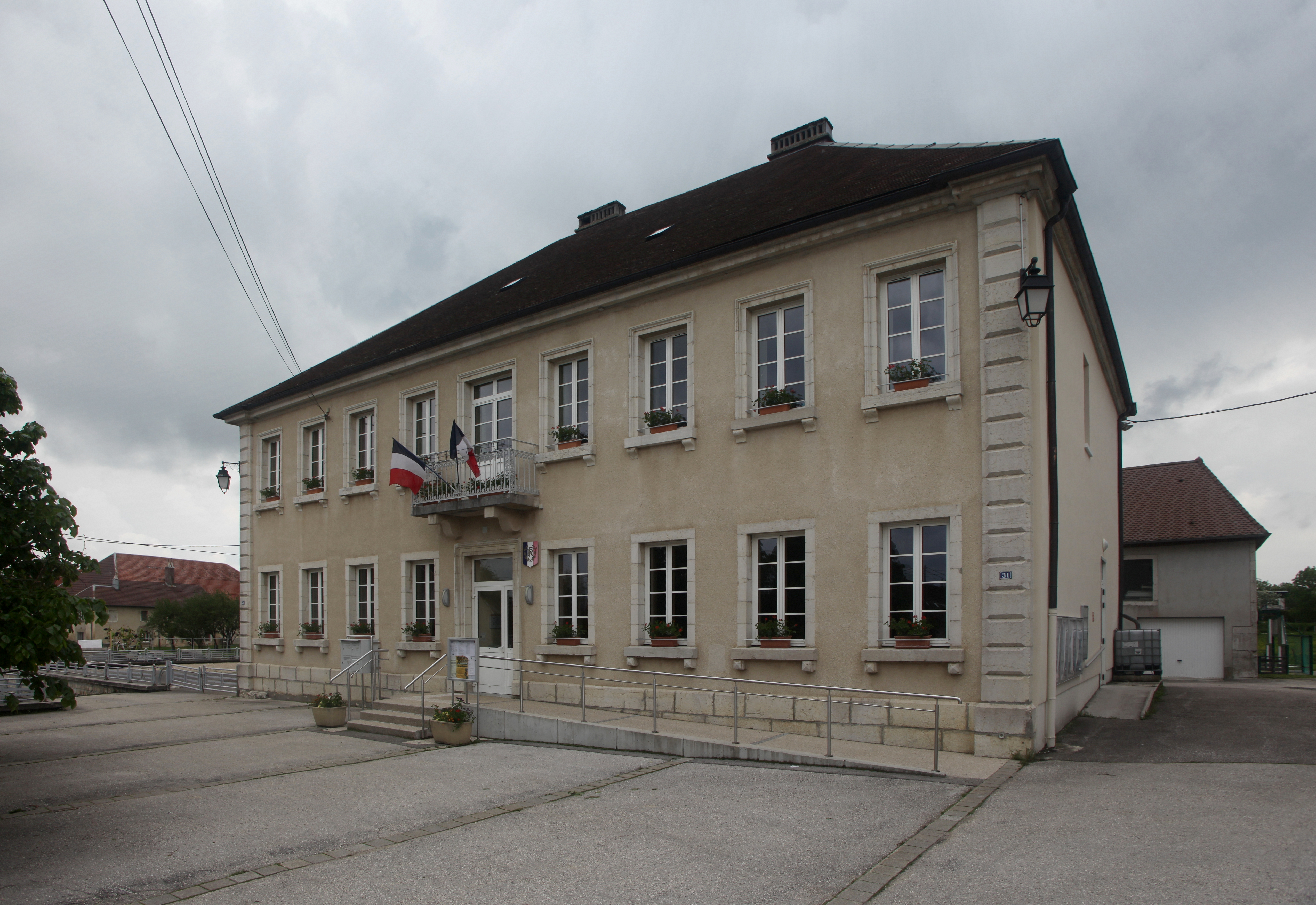
Mairie.
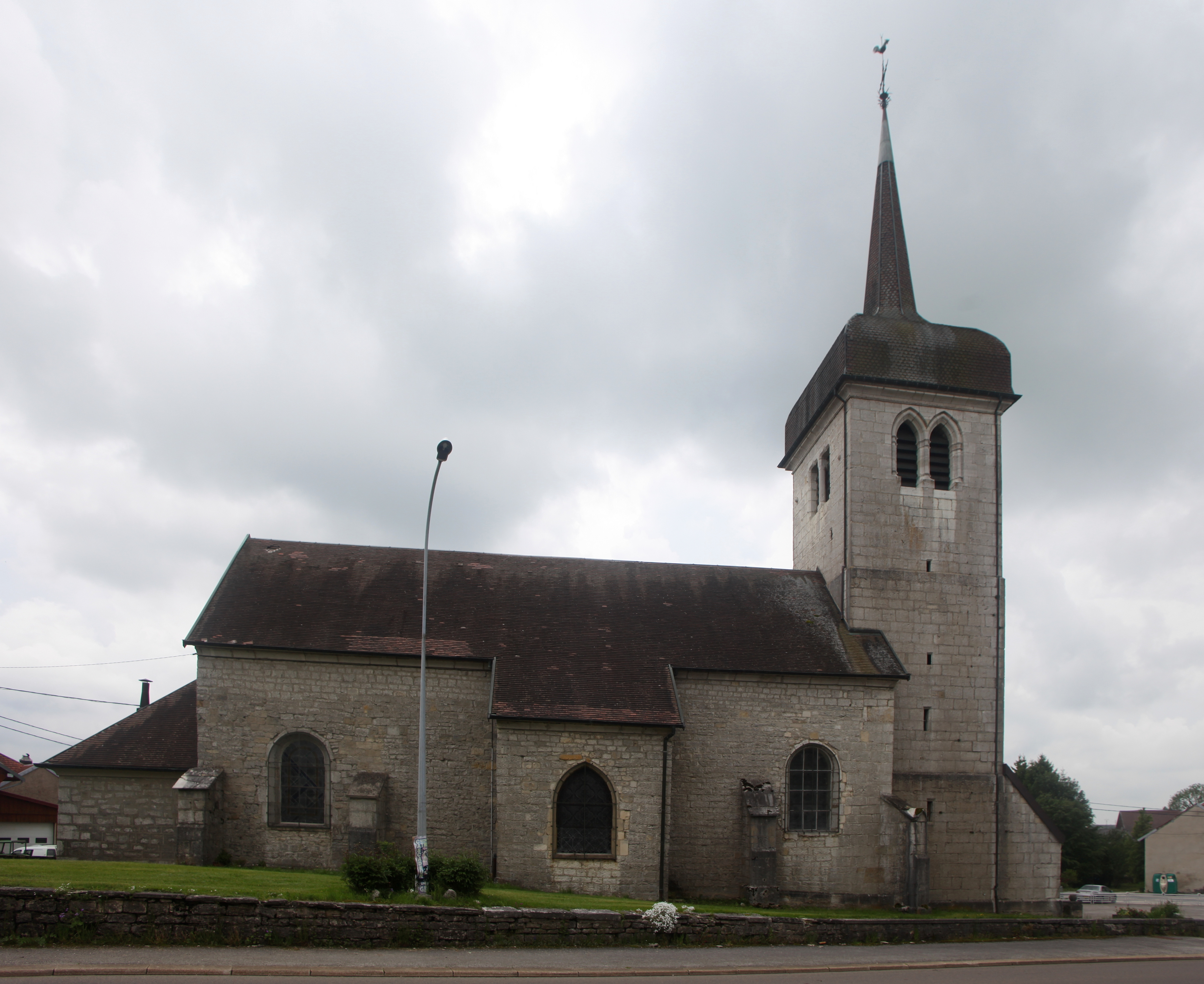
Église.
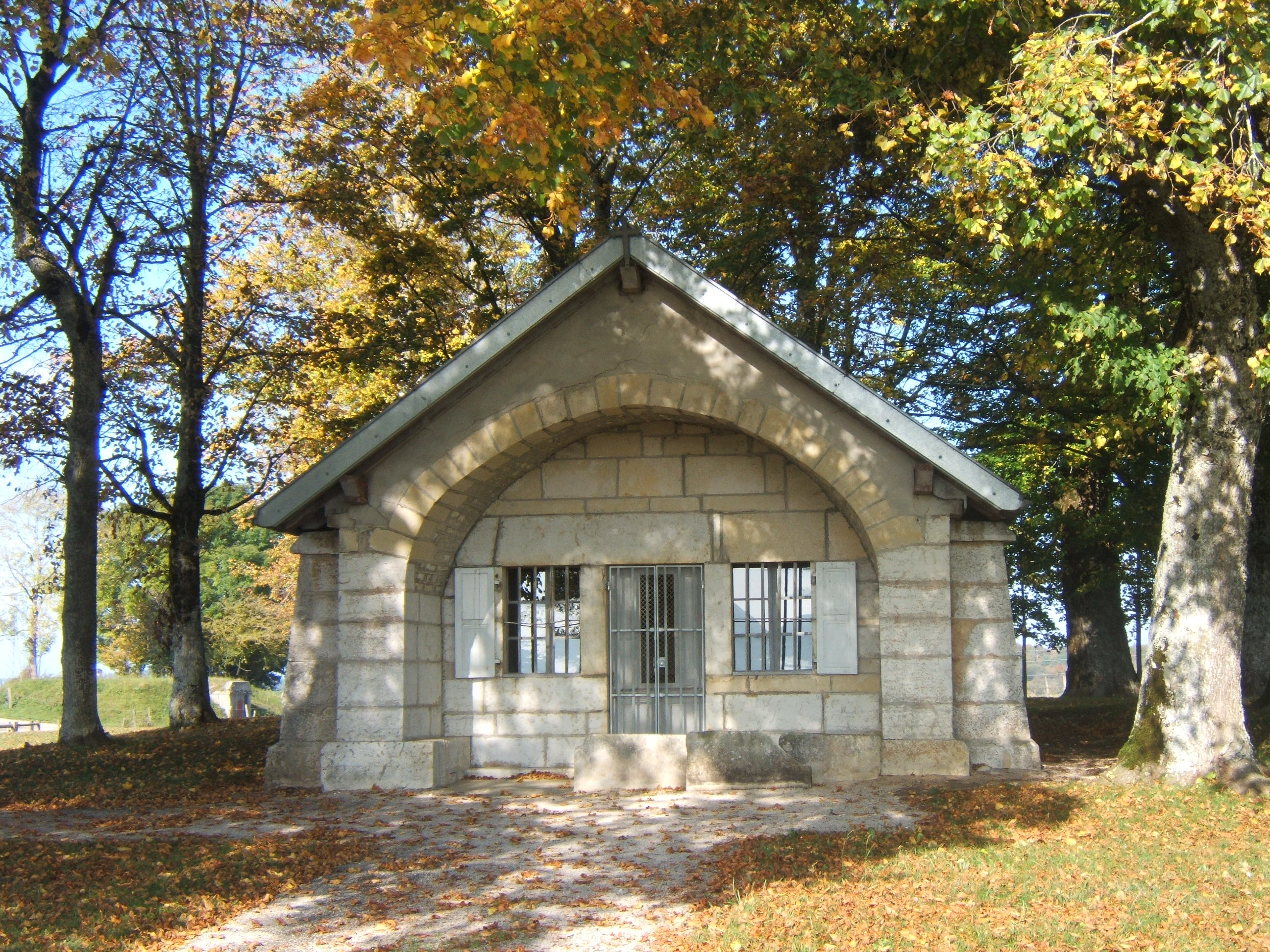
Chapelle.